# Bonnie i Clyde

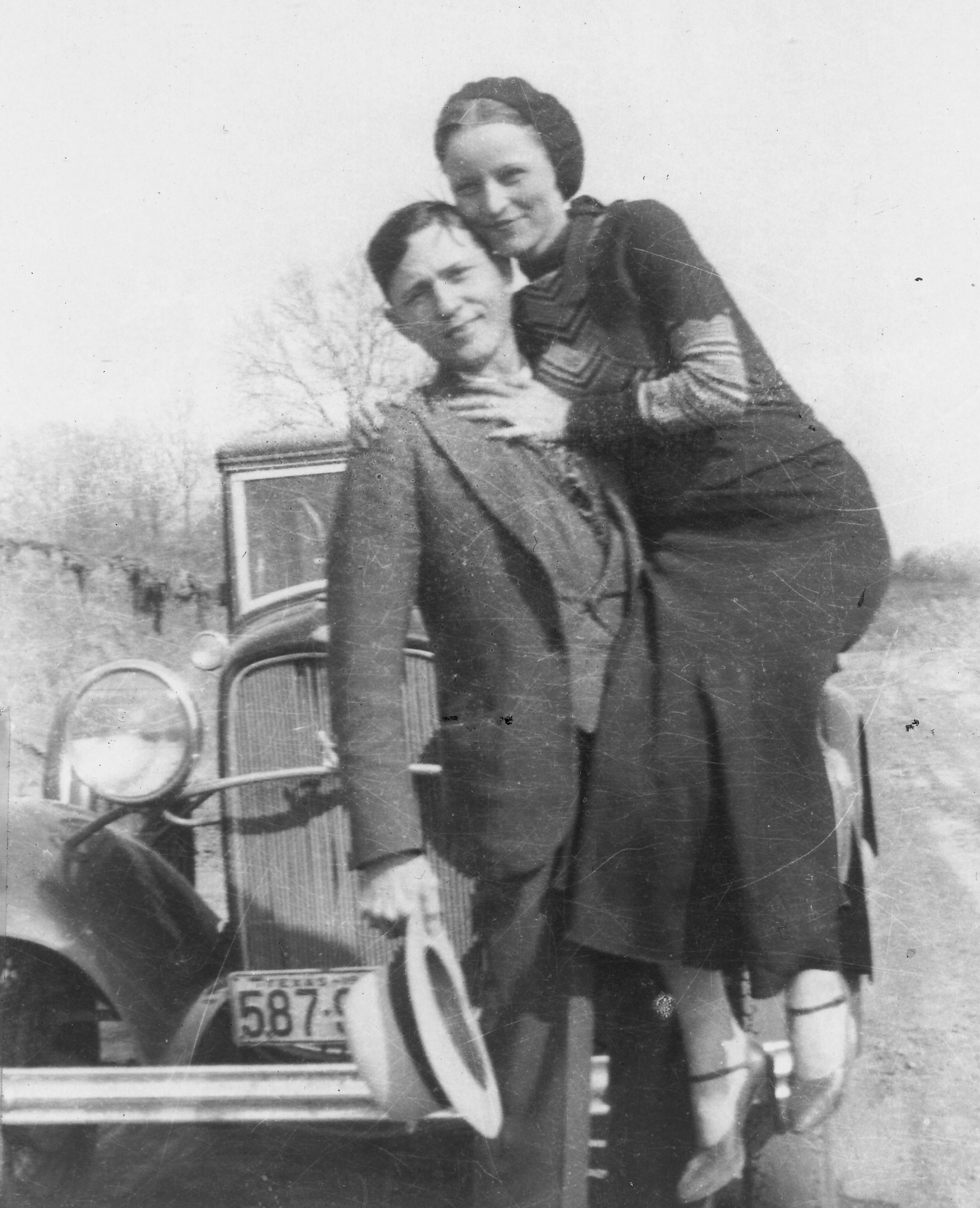
Bonnie i Clyde

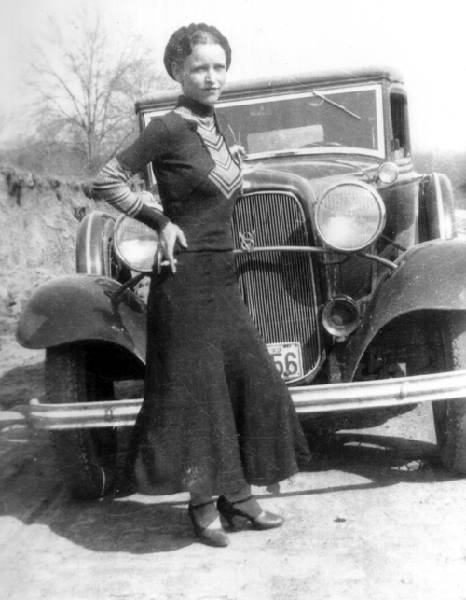
Bonnie Parker stojąca przed samochodem Ford V-8 B-400 Convertible Sedan z 1932

Bonnie Parker (ur. 1 października 1910, zm. 23 maja 1934) i Clyde Barrow (ur. 24 marca 1909, zm. 23 maja 1934) – para amerykańskich przestępców z lat 30. XX wieku.
Początkowo popełniali drobne wykroczenia, takie jak kradzieże (najczęściej portfeli), rozboje czy włamania. Z czasem zaczęli się dopuszczać morderstw. Kiedy Clyde został skazany na dwa lata więzienia, Bonnie przeszmuglowała pistolet do jego celi, pomagając mu w ucieczce. Clyde został wkrótce ponownie zatrzymany i przewieziony do surowszego więzienia State Prison at Eastham, znanego jako Burning Hell (tłum. płonące piekło). Kiedy wyszedł na wolność, zaczęli wspólnie organizować gang. Zginęli 23 maja 1934 roku w policyjnej zasadzce, podczas której zostali zastrzeleni.

## Bonnie Parker
Bonnie Elizabeth Parker urodziła się w miejscowości Rowena w stanie Teksas, jako drugie z trojga dzieci. Jej ojciec, Charles Parker, murarz, zmarł w 1914 roku, kiedy Bonnie miała cztery lata. Jej matka, Emma Parker (z d. Krause; 1886–1946) przeniosła się z dziećmi do West Dallas. Bonnie była w liceum wzorową uczennicą, wygrywając nawet krajowy konkurs w sztuce pisania. Napisała poematy, takie jak Suicide Sal i The Story of Bonnie and Clyde. Miała na swym koncie wstępne przemówienia dla lokalnych polityków. Opisywana była jako inteligentna i silna osobowość. Była młodą, atrakcyjną kobietą. Niska, liczyła zaledwie 150 cm wzrostu i ważyła 90 funtów (41 kg).
25 września 1926 roku, tuż przed swoimi 16 urodzinami, poślubiła Roya Thorntona. Małżeństwo trwało krótko, od stycznia 1929 roku para była w separacji, lecz nigdy się nie rozwiodła. W chwili śmierci Bonnie miała nawet na palcu obrączkę ślubną. Reakcja męża na wiadomość o jej śmierci była następująca: „Jestem szczęśliwy z faktu, że odeszli w taki sposób. To o wiele lepsze, niż bycie złapanym”. 5 marca 1933 roku Thornton został skazany na pięć lat więzienia za włamanie. Został zastrzelony przez strażników 3 października 1937 roku podczas próby ucieczki z więzienia Eastham Farm.

## Clyde Barrow
Clyde Barrow urodził się w hrabstwie Ellis w stanie Teksas, niedaleko Telico, na południe od Dallas. Był szóstym z ośmiorga dzieci w biednej, farmerskiej rodzinie. Po raz pierwszy aresztowano go w 1926 roku, gdyż nie oddał na czas wynajętego samochodu. Drugi raz aresztowano go z bratem, Buckiem Barrowem, tym razem z powodu kradzieży indyków. Chociaż w latach 1927–1929 zajmował się dorywczo różnymi pracami, nadal włamywał się do sejfów, rabował sklepy i kradł samochody. Według Johna Neala Phillipsa powodem działań Clyde’a nie była chęć zdobycia sławy i fortuny, lecz szukanie zemsty na teksańskim systemie więziennym za nadużycia, których był ofiarą w czasie pobytów w więzieniu.

## Odniesienia w kulturze
W roku 1967 powstał nagrodzony Oscarem film Bonnie i Clyde opowiadający historię gangsterów, a w 2013 roku miniserial o tym samym tytule. W roku 2019 ukazał się film The Highwaymen o dwóch strażnikach Teksasu poszukujących pary kryminalistów. W Polsce, w 2016 roku zespół Leniwiec wypuścił utwór Miłość jak z horroru, którego jedna ze zwrotek jest bezpośrednim odniesieniem do pary kryminalistów; w 2017 roku, Anita Lipnicka i Tomasz Makowiecki nagrali utwór Jak Bonnie i Clyde.